# Hôtel de Massa
Pour les articles homonymes, voir Massa.
L’hôtel de Massa se situe 38, rue du Faubourg-Saint-Jacques à Paris, dans le 14e arrondissement.
Cet hôtel particulier du XVIIIe siècle se situait à l'origine sur l'avenue des Champs-Élysées. Il a été transféré en 1929 dans un parc détaché des jardins de l'Observatoire. Classé Monument historique, il est occupé depuis par la Société des gens de lettres.

## Historique
De style néoclassique, l'hôtel a été bâti de 1777 à 1779 par l'architecte Jean-Baptiste Le Boursier pour Denis-Philibert Thiroux de Montsauge, écuyer, seigneur de la Bretêche Saint-Nom de Champillot, administrateur général des Postes (au moins depuis 1756) et receveur général des Finances de Paris, qui avait épousé la fille du fermier général Étienne-Michel Bouret.
L'hôtel s'élevait primitivement sur le « chemin » des Champs-Élysées, alors en pleine campagne, à l'angle de l'actuelle rue La Boétie. Cette folie a été le théâtre de nombreuses fêtes galantes ; elle abrita notamment les amours du duc de Richelieu.
Son commanditaire, Thiroux de Montsauge, habitait rue Basse-du-Rempart au moment de la construction de l'hôtel et y mourut en 1787 : il n'habita donc jamais la maison, soit qu'il l'ait destinée à la location, soit qu'il n'ait été que le prête-nom d'un puissant commanditaire, derrière lequel certains auteurs ont soupçonné le comte d'Artois par une confusion avec l'hôtel de Langeac tout proche (V. Rue de Berri).

### L'hôtel connut dix possesseurs en73 ans
- 1788 : Vendu au duc de Richelieu, Louis Antoine Sophie de Vignerot du Plessis (1736-1791), fils du maréchal de Richelieu, qui l'utilise sans doute comme maison de plaisance. Il fait aménager le jardin où il fait placer les deux Esclaves de Michel-Ange aujourd'hui au Musée du Louvre. Le duc émigre en 1790 et la maison reste déserte, abandonnée.
- 1793 : Saisi comme bien d'émigré et vendu, trois entrepreneurs s'y succèdent.
- 1802 : Racheté par Bonaparte, Premier Consul, pour l'État.
- 1805 : Loué au comte Ferdinando Marescalchi, ambassadeur du royaume d'Italie à Paris. Fastueux, il multiplie les fêtes et sa maison est le rendez-vous de la noblesse d'Empire. En 1809, il y reçoit Napoléon, à la veille de partir pour Wagram.
- 1815 : Racheté par la comtesse de Durfort, fille de Thiroux de Montsauge.
- 1825 : Vendu à un entrepreneur de bâtiments, M. Bellet
- 1827 : Racheté par la comtesse de Juigné, femme d'un maréchal de camp et fille de la comtesse de Durfort
- 1830 : Acheté pour 250 000 francs par le comte Charles de Flahaut. La famille de Flahaut y demeure pendant vingt-trois ans.
- 1853 : Vendu pour 800 000 francs à André Hélène Roger, baron Roger, banquier d'origine suisse, et son épouse, Mlle Leroux, veuve d'Alfred Régnier marquis de Massa petit-fils de Claude Ambroise Régnier, ministre de la Justice de Napoléon Ier. Ses fils, André Philippe Alfred Régnier de Gronau, troisième duc de Massa, né de son premier mariage, et le baron Roger, né de son mariage avec André Hélène Roger, occupent l'hôtel à partir de 1857. En 1870, le duc de Massa, voyant défiler les troupes allemandes sur les Champs-Élysées, ferme ses volets et jure de ne les rouvrir que le jour de la revanche. C'est son neveu qui les rouvre le 14 juillet 1919, avant de les refermer le 15… L'hôtel reste à nouveau inoccupé jusqu'en 1926.

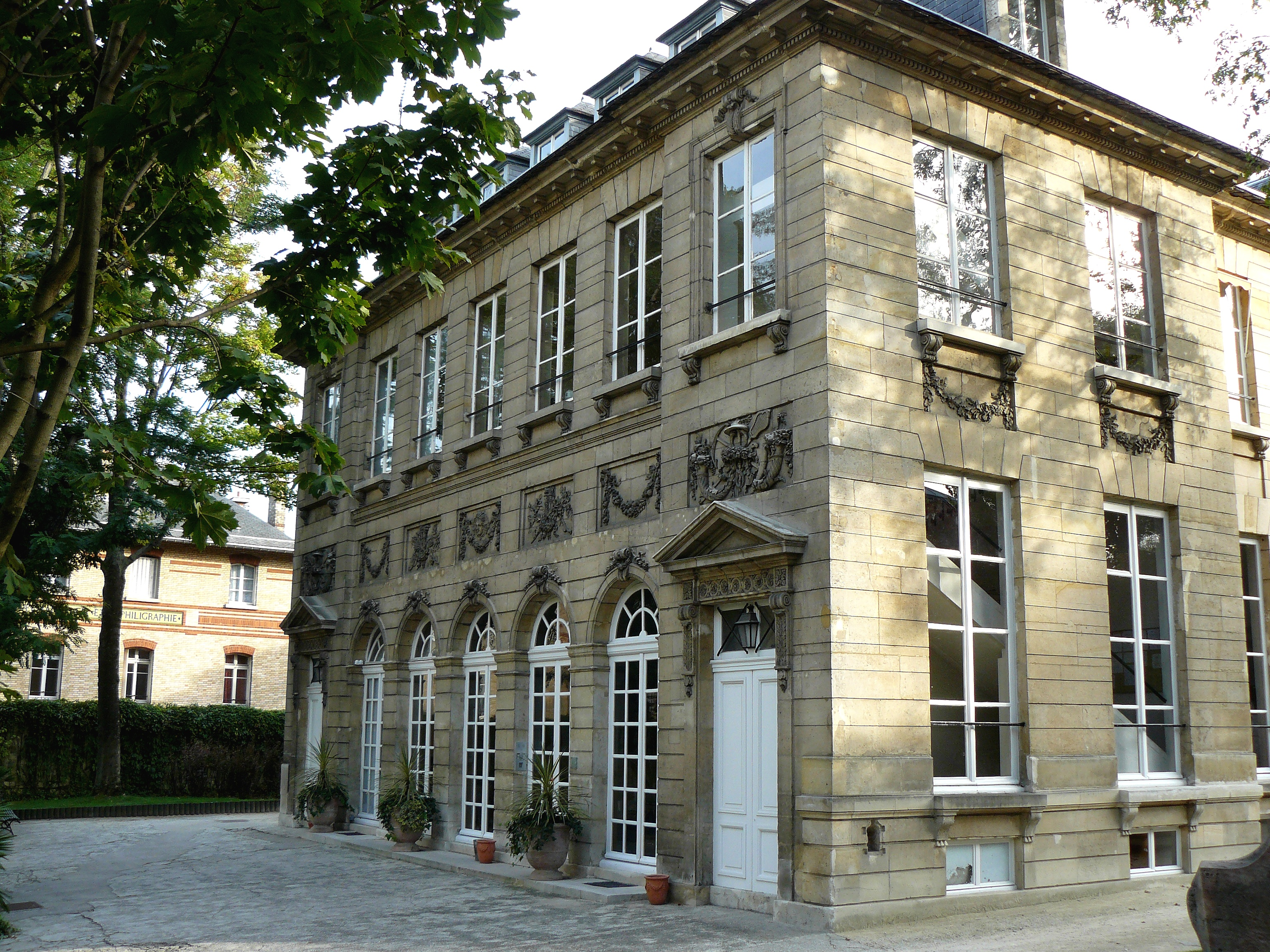
L'hôtel en 2009, côté droit, servant d'entrée au 38, rue du Faubourg-Saint-Jacques.

### Le déplacement
En 1927, il fut menacé de démolition. Il est racheté par deux hommes d'affaires, Théophile Bader qui est le président des Galeries Lafayette et André Lévy qui s'occupe d'opérations immobilières. Ils ne veulent pas occuper l'hôtel, mais construire sur les Champs-Élysées, devenue une avenue à la mode, un complexe magasins-banque-building édifié par André Arfvidson pour la National City Bank of America (Galeries Lafayette Champs-Élysées, au 52-60 avenue des Champs-Élysées). L'hôtel étant classé, il n'est pas question de le démolir. Lévy, ami d'Édouard Herriot, ministre de l'Éducation nationale, s'entend avec celui-ci pour organiser et financer le déplacement.
Il est donné à l'État en 1928 à la condition expresse qu'il soit mis à la disposition de la Société des gens de lettres, alors présidée par Édouard Estaunié, qui l'occupera pour 1 franc symbolique. La SGDL avait occupé jusque-là des locaux précaires au 14, Cité de Trévise, jusqu'en 1869, puis le bel hôtel du 10, Cité Rougemont. L'État lui offrit une parcelle du jardin de l'Observatoire de Paris pour y reconstruire, très fidèlement, le coquet hôtel particulier de la rive droite sur décision d'Édouard Herriot, alors ministre de l'Instruction publique et des Beaux-Arts.
Le bâtiment fut transporté pierre par pierre. Et on assista à la transhumance des pierres, des charpentes, des lambris, des parquets et du moindre des matériaux sous la direction d'André Ventre. Le mobilier Art déco commandé à cette occasion à la Maîtrise des Galeries Lafayette (Maurice Dufrêne, Léon Jallot, Gabriel Englinger, Jean Besnard…) constitue un ensemble unique de 110 pièces qui a été classé Monument historique en 1984.
À cause de la crise de 1929, le grand magasin prévu par Théophile Bader sur l'avenue des Champs-Élysées à la place de l'ancien hôtel ne voit pas le jour et accueille à la place une banque, puis un Virgin Megastore, un Monoprix, avant que le projet non réalisé de Bader ne soit finalement réactivé, avec l'ouverture des Galeries Lafayette Champs-Élysées en 2019.

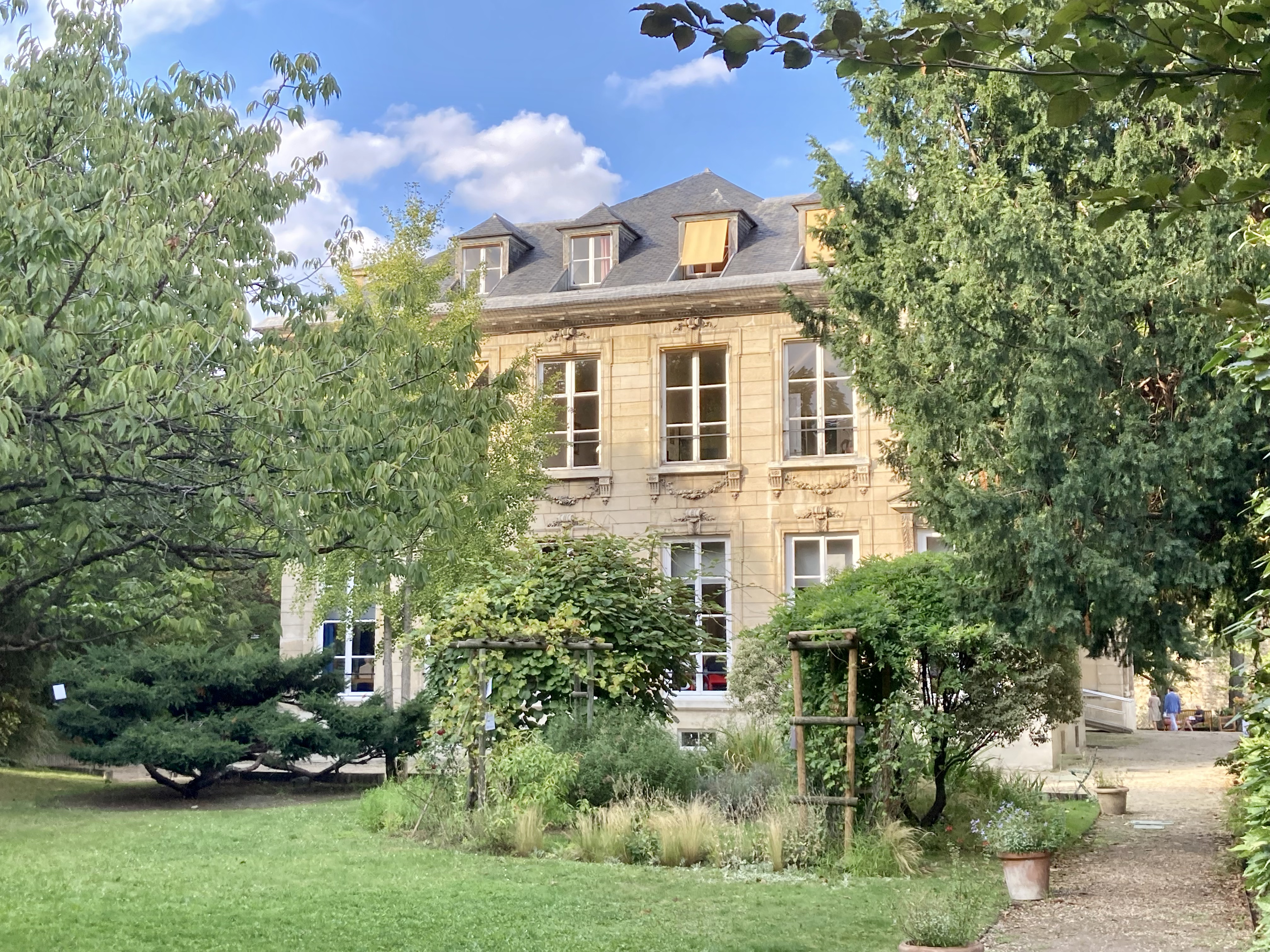
Le côté gauche et le jardin.

L'entrée du bâtiment se fait par le 38 de la rue du Faubourg-Saint-Jacques qui donne sur le côté droit de l'hôtel. La façade principale se trouve le long de la rue ; sur le côté gauche, un jardin contigu au jardin de l'Observatoire. La SGDL a rassemblé dans cet hôtel de nombreux souvenirs littéraires (portraits, bustes, autographes) qui évoquent près de 170 ans de littérature.
Ce nouvel emplacement est à deux pas d'un immeuble, situé au no 2 de la rue Cassini, au quatrième étage duquel Alain-Fournier écrivit le Grand Meaulnes à compter de l'année 1910.[pertinence contestée]
Au no 1 de cette même rue Cassini, Honoré de Balzac écrivit Les Chouans, Histoire des Treize, la Femme de trente ans et jeta les bases de la Comédie humaine. C'est à son instigation, et à la suite de sa célèbre Lettre aux écrivains français du XIXe siècle (1834), que sera fondée en 1838 la SGDL, dont il deviendra le président en 1839.[pertinence contestée]

## Accès
- Ce site est desservi par la station de métro Saint-Jacques.